# Wieczorniczka
Wieczorniczka (Calomys) – rodzaj ssaków z podrodziny bawełniaków (Sigmodontinae) w obrębie rodziny chomikowatych (Cricetidae).

## Zasięg występowania
Rodzaj obejmuje gatunki występujące w Ameryce Południowej.

## Morfologia
Długość ciała (bez ogona) 55–163 mm, długość ogona 29,7–110 mm, długość ucha 8–23 mm, długość tylnej stopy 11–29 mm; masa ciała 10–85 g.

## Systematyka
Rodzaj zdefiniował w 1837 roku angielski przyrodnik George Robert Waterhouse na łamach Proceedings of the Zoological Society of London. Na gatunek typowy Waterhouse wyznaczył (oryginalne oznaczenie) wieczorniczkę małą (C. laucha). 

### Etymologia
- Calomys (Callomys): gr. καλος kalos ‘piękny’; μυς mus, μυος muos ‘mysz’[9].
- Hesperomys: gr. ἑσπερος hesperos ‘zachodni’; μυς mus, μυος muos ‘mysz’[10]. Gatunek typowy: Mus bimaculatus Waterhouse, 1837 (= Mus laucha G. Fischer, 1814).

### Podział systematyczny
Do rodzaju należą następujące gatunki:
- Calomys sorella (O. Thomas, 1900) – wieczorniczka peruwiańska
- Calomys miurus (O. Thomas, 1926)
- Calomys chinchilico Zeballos, Palma, Marquet & Ceballos, 2014
- Calomys achaku Zeballos, Palma, Marquet & Ceballos, 2014
- Calomys frida (O. Thomas, 1917)
- Calomys lepidus (O. Thomas, 1884) – wieczorniczka powabna
- Calomys musculinus (O. Thomas, 1913) – wieczorniczka sucholubna
- Calomys hummelincki (Husson, 1960) – wieczorniczka piaszczysta
- Calomys tener (Winge, 1888) – wieczorniczka delikatna
- Calomys laucha (G. Fischer, 1814) – wieczorniczka mała
- Calomys expulsus (Lund, 1841) – wieczorniczka pernambucka
- Calomys mattevii Gurgel-Filho, Feijó & Langguth, 2015
- Calomys tocantinsi Bonvicino, J.F.S. Lima & Almeida, 2003 – wieczorniczka pustelnicza
- Calomys callosus (Rengger, 1830) – wieczorniczka duża
- Calomys callidus (O. Thomas, 1916) – wieczorniczka podstępna
- Calomys boliviae (O. Thomas, 1901) – wieczorniczka boliwijska
- Calomys fecundus O. Thomas, 1926 – wieczorniczka dżunglowa
- Calomys venustus (O. Thomas, 1894) – wieczorniczka smukła
- Calomys cerqueirai Bonvicino, J.A. Oliveira & Gentile, 2010 – wieczorniczka krótkoogonowa